# 曾申
曾申（?—?），字子西，曾参的次子，赵岐、朱熹认为他是曾参的孙子。战国时期鲁国人。
曾参去世前，曾申和兄长曾元在旁守候。童子看出来曾参的席子是大夫所用，曾参让曾元、曾申为他换掉。他跟随子夏学诗，居河济之间，为儒门后学。鲁穆公的母亲去世时，鲁穆公曾经向他询问丧礼。根据刘向《别录》记载，吴起向曾子求学，传授《左传》，这里的曾子是曾申，而不是曾参（吴起时曾参若在世，已经百岁）。